# Chivas USA
Club Deportivo Chivas USA (CD Chivas USA) – nieistniejący już amerykański klub piłkarski z Carson w Kalifornii. Zespół ten powstał 2 sierpnia 2004 roku. Był klubem satelickim meksykańskiego Chivas Guadalajara, a współpraca polegała głównie na wymianie młodych zawodników, łączyły ich także wspólne barwy. W 2014 roku klub wycofał się z rozgrywek MLS z powodów finansowych.